# Chorebus maculigastrus
Chorebus maculigastrus är en stekelart som beskrevs av Roy D. Shenefelt 1974. Chorebus maculigastrus ingår i släktet Chorebus och familjen bracksteklar. Inga underarter finns listade i Catalogue of Life.